# John Santiago
Jonathon "John" Santiago (Andover, ...) è un ex giocatore di football americano statunitense, che ha giocato come runningback.
Dopo aver giocato per la squadra universitaria dei North Dakota Fighting Hawks, nel 2020 si trasferisce ai Seattle Dragons ma la stagione della XFL viene cancellata. Nel 2021 passa agli Schwäbisch Hall Unicorns.

## Palmarès
- 1 German Bowl (Schwäbisch Hall Unicorns, 2022)